# Большое Шито
Большое Шито — река в России, протекает в Горномарийском и Юринском районах Марий Эл. Устье реки находится в 42 км по левому берегу реки Ветлуги. Длина реки — 17 км, площадь водосборного бассейна — 140 км².
Исток расположен в заболоченном лесу северо-восточнее деревни Юркино. Первый километр течёт по Горномарийскому району, остальное течение — в Юринском районе. Река течёт на юго-запад по заболоченному лесу, в нижнем течении на берегу деревня Икса. Впадает в один из боковых рукавов Ветлуги, которые она образует перед впадением в Чебоксарское водохранилище.

## Данные водного реестра
По данным государственного водного реестра России относится к Верхневолжскому бассейновому округу, водохозяйственный участок реки — Ветлуга от города Ветлуга и до устья, речной подбассейн реки — Волга от впадения Оки до Куйбышевского водохранилища (без бассейна Суры). Речной бассейн реки — (Верхняя) Волга до Куйбышевского водохранилища (без бассейна Оки).
По данным геоинформационной системы водохозяйственного районирования территории РФ, подготовленной Федеральным агентством водных ресурсов:
- Код водного объекта в государственном водном реестре — 08010400212110000043861
- Код по гидрологической изученности (ГИ) — 110004386
- Код бассейна — 08.01.04.002
- Номер тома по ГИ — 10
- Выпуск по ГИ — 0